# Cilicia
Cilicia (în armeană: Կիլիկիա, în greacă: Κιλικία, în turcă: Kilikya) este denumirea antică a unei regiuni din sudul Anatoliei. În prezent, localnicii o mai numesc și Çukurova⁠(d). Este delimitată de Munții Taurus în nord, Marea Mediterană la sud și de Siria la est. Trecătoarea prin munții Taurus, care leagă Cilicia de platoul central anatolian, purta în antichitate numele de Porțile Ciliciei.

## Geografia
Cilicia s-a extins de-a lungul coastei mediteraneene de est de la Pamfilia, la Munții Amanus, care o despart de Siria. La nord și la est de Cilicia se află Munții Taurus prin care se separă de marele platou central al Anatoliei, care sunt străpunși de un defileu îngust, numit în antichitate Porțile Ciliciei.  Cilicia antică a fost împărțită în mod natural în Cilicia Trachaea și Pedias Cilicia. 
Salamis, orașul de pe coasta de est a Ciprului, era inclus în jurisdicția administrativă a Ciliciei. Grecii au inventat pentru Cilicia un fondator grec cu același nume Cilix, dar care era un personaj pur mitic. Din punct de vedere istoric fondatorul dinastiei care a condus Cilicia Pedias a fost Mopsus,   identificabil în sursele feniciene, ca guvernator,  fondator al Mopsuestiei  , care a dat numele său la un oracol din apropiere  . Homer menționează oamenii din Mopsus, identificați ca fiind Cilicieni, începând cu Troad în partea vestică de nord a peninsulei. 
Cilicia Trachaea ("Cilicia robustă" - greacă: Κιλικία Τραχεία; Khilakku asirian sau Khilikku, de asemenea, uneori transcrise ca Hilakku sau Hilikku, clasică "Cilicia")   este un district de munte cu teren accidentat  format de către piscurile Muntilor Taurus, care se termină adesea în promontorii stâncoase cu porturi mici protejate, o trăsătură care în vremurile clasice făcea din șirul de coastă al muntelui un paradis pentru pirați, , dar care, în Evul Mediu a fost ocupat de către genovezi și comercianții venețieni. Districtul este udat de Calycadnus fiind acoperit în cele mai vechi timpuri de păduri care furnizau lemn pentru Fenicia și Egipt. Cilicienii nu aveau orașe mari.
Cilicia Pedias ("Cilicia plată" - greacă: Κιλικία Πεδιάς; asirian Kue), la est include piscurile accidentate ale Munților Taurus și o câmpie mare de coastă, cu sol bogat argilos, cunoscut de greci, cum ar fi Xenophon, care a trecut prin aceste tinuturi cu cei 10000 de mercenari greci ai sai, pentru abundența sa plin cu susan și mei și măsline și cu pășune pentru caii importați de către Solomon Multe dintre locurile sale înalte au fost fortificate. Câmpia este udată de cele trei râuri mari, Cydnus (Tars Çay), Sarus (Seyhan) și Pyramus (Jihun). Prin Câmpia netedă din Issus trece acum o mare autostradă ce legate estul și vestul, și în care se află orasele din Tars (Tarsa) pe Cydnus, Adana (Adanija) pe Sarus, și Mopsuestia (Missis), pe Pyramus.

## Istoria

### Istoria timpurie
Cilicia a fost locuită începând cu perioada neoliticului .
În epoca dinaintea perioadei Hitite, zona a fost cunoscută sub numele de Kizzuwatna (două mileniu î.Hr.). Regiunea a fost împărțită în două părți, Uru Adaniya (câmpia Ciliciei), o câmpie bine udată, și Cilicia Tarza, zona muntoasă de vest.